# Cuon alpinus hesperius
El cuón occidental (Cuon alpinus hesperius) es una subespecie del cuón (Cuon alpinus), un mamífero carnívoro de la familia Canidae que habita en el oeste de China.

## Características

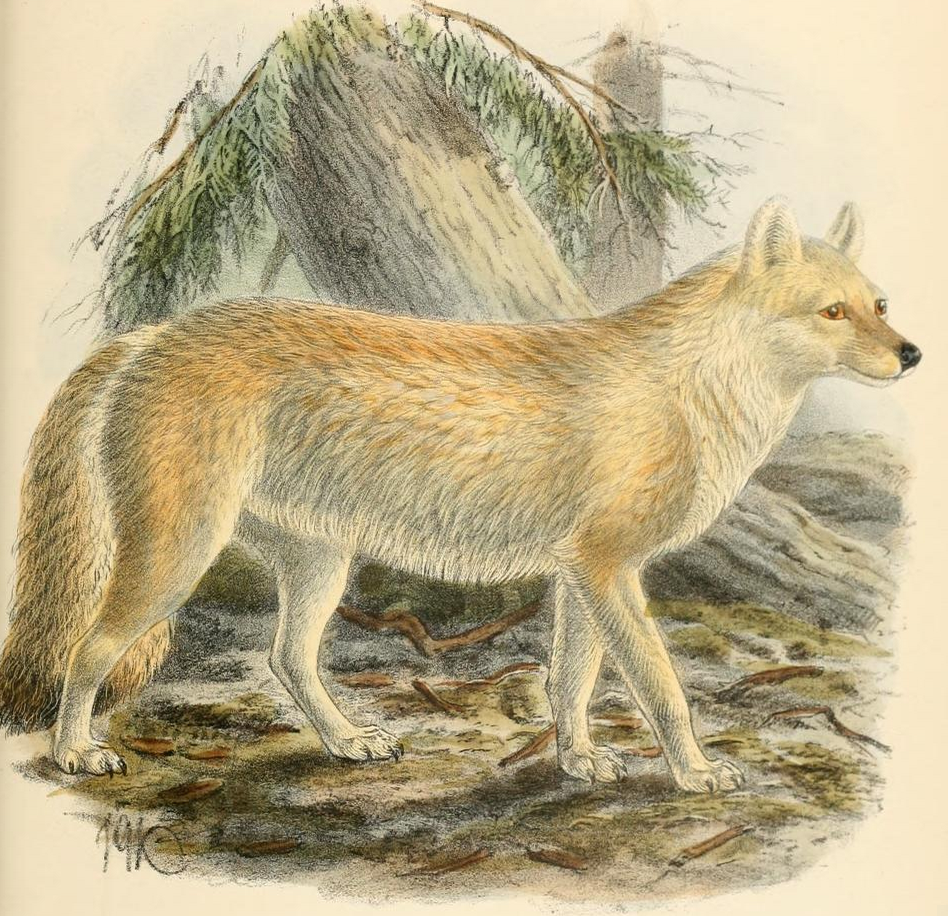
Ilustración de John Gerrard Keulemans (1890).

El cuón occidental es un poco más pequeño que la subespecie nominal y tiene con un cráneo relativamente más amplio y mucho más ligero en comparación con este, además de un pelaje de color rojizo durante el invierno. Su cara es corta y ancha mientras que su cráneo mide alrededor de 180 mm de largo. La parte superior de los lados de la cabeza y el exterior de las orejas son de color pajizo rojizo. La superficie superior del cuello es blanco parduzco con una banda estrecha de color arena-amarillo que recorre la superficie superior de la parte posterior desde las orejas hasta los hombros. Las superficies exteriores de las extremidades son de color arena-amarillo, mientras que los flancos y lados interiores de las extremidades tienen poco o ningún tinte amarillento.

## Dieta
Se alimenta principalmente de íbices siberianos, uriales, argalíes, corzos, marales, jabalíes así como ciervos almizcleros y renos.